# Ossitché
Ossitché ou Osiče (en macédonien Осиче) est un village du nord-est de la Macédoine du Nord, situé dans la municipalité de Kriva Palanka. Le village comptait 51 habitants en 2002. Le Saint Gabriel de Lesnovo y est né au Xe siècle.

## Démographie
Lors du recensement de 2002, le village comptait :
- Macédoniens : 51